# Cvetnoj Bul'var
Cvetnoj Bul'var (in russo Цветной бульвар?) è una stazione della Metropolitana di Mosca, situata sulla Linea Serpuchovsko-Timirjazevskaja. Fu inaugurata il 31 dicembre 1988, insieme ad altre stazioni dell'estensione nord della linea. Si trova a 50 metri di profondità, e l'ingresso è situato sul viale Cventnoj (da qui il nome della fermata), presso il Circo di Mosca di Viale Cvetnoj.

## Interscambi
Dal 2007 i passeggeri di questa stazione possono effettuare l'interscambio con Trubnaja, sulla Linea Ljublinsko-Dmitrovskaja.